# 建国门内大街
39°54′25″N 116°25′09″E / 39.90700°N 116.41922°E

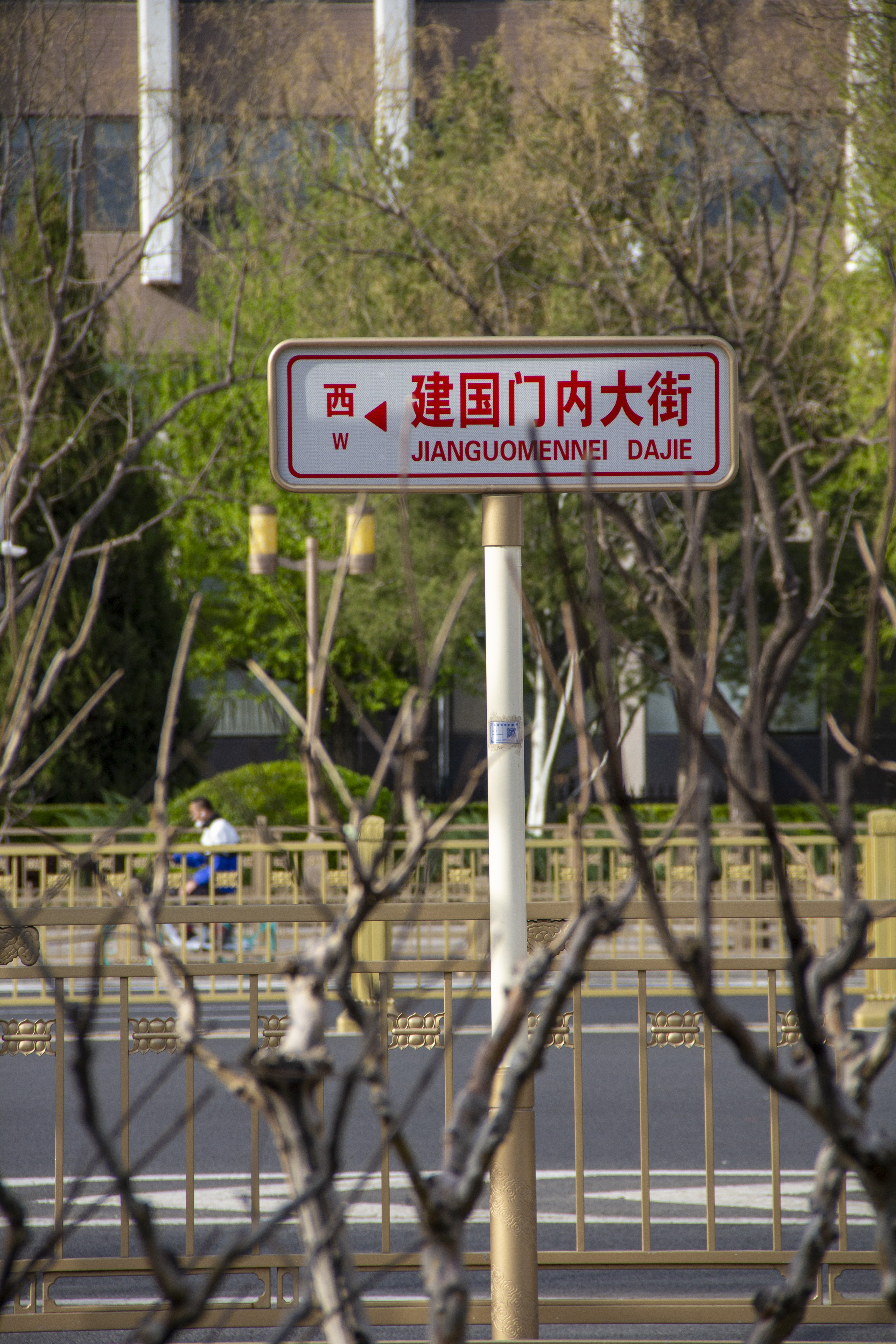

建国门内大街是位于中国北京市东城区中部的一条大街。因位于北京内城建国门内而得名。

## 历史

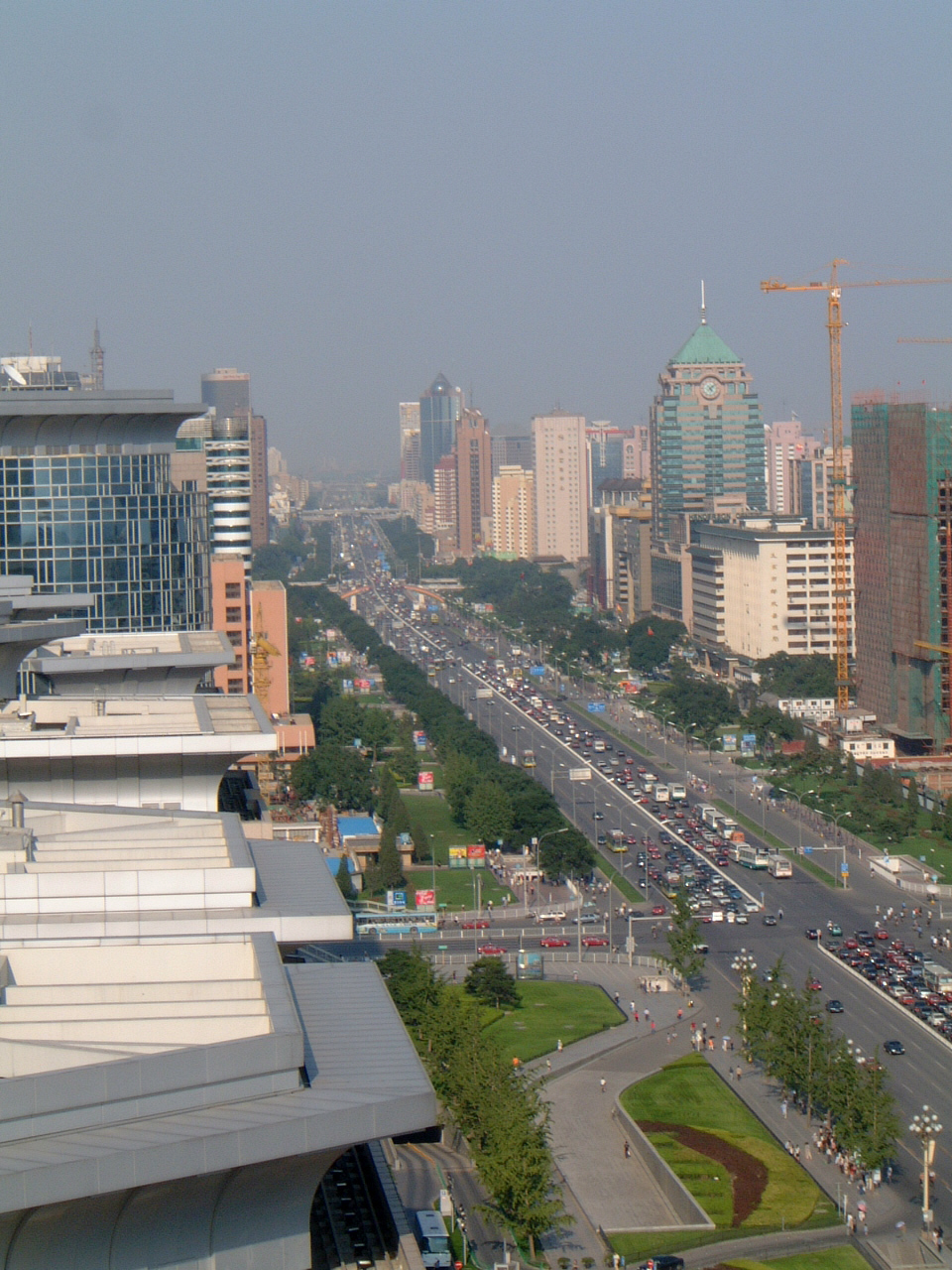
自西向东俯瞰建国门内大街

建国门内大街西起东单北大街南口，东端在建国门桥同建国门外大街衔接。
建国门的所在处原为北京内城城墙。民国二十八年（1939年），日本占领北平期间，为兴建东郊的工业区和西郊的“新北京” ，在今建国门和复兴门之处各拆除了一段城墙，形成豁口。当时未顾及建设城门，仅安装了简易的铁栏杆（一说为铁门）。 1940年代初，日伪当局曾拟过新开豁口城门的名称，初定东豁口名“启明门” （寓意“旭日启明”），西豁口名“长安门”，但迟迟未正式使用，人们仍称这两处为“豁子”。抗日战争胜利后，1945年11月，改启明门为“建国门”。但仍未建正规的城门。建国门于1969年兴建北京地铁时拆毁。1977年，在建国门原址处兴建建国门立交桥。
建国门内大街，明朝时为“观音寺胡同”之所在，因胡同内有观音寺而得名。观音寺建于明朝初年，又称“灵藏寺”，明朝正统十一年（1446年）、天顺元年（1457年）重修。该寺遗址在今栖凤楼胡同与春雨胡同中间，已无存。清朝宣统年间，该胡同分称“东观音寺”、“西观音寺”。过去，胡同狭窄，东单牌楼为东长安街的东端终点，再向东行就必须绕道裱褙胡同、苏州胡同、观音寺胡同等小胡同，再经建国门城墙豁口赴城外。1958年，新辟马路，拆除了东、西观音寺胡同南侧、笔管胡同等，使东长安街得以向东延伸。1965年整顿地名时，该路段改称“建国门内大街”。

## 建筑
| 建国门内大街南侧     | 建国门内大街南侧                          | 建国门内大街南侧 |                             | 建国门内大街北侧   | 建国门内大街北侧                 | 建国门内大街北侧 |
| 门牌号               | 建筑物、场所或单位                        | 图片             | 图片                        | 建筑物、场所或单位 | 门牌号                           |                  |
| -------------------- | ----------------------------------------- | ---------------- | --------------------------- | ------------------ | -------------------------------- | ---------------- |
| 崇文门内大街         | 崇文门内大街                              | 东单             | 东单                        | 东单               | 东单北大街                       | 东单北大街       |
| 28号                 | 民生金融中心                              |                  | ↑ 西 建 国 门 内 大 街 东 ↓ |                    | 中国农业银行总行                 | 69号             |
| 26号                 | 北京新闻大厦 （北京日报社、华夏银行总行） |                  | ↑ 西 建 国 门 内 大 街 东 ↓ |                    | 中国联通                         | 21号             |
| 26号                 | 北京新闻大厦 （北京日报社、华夏银行总行） |                  | ↑ 西 建 国 门 内 大 街 东 ↓ | 中纺大厦           | 19号                             |                  |
| （西裱褙胡同甲23号） | 于谦祠                                    |                  | ↑ 西 建 国 门 内 大 街 东 ↓ |                    | 中国妇女活动中心（好苑建国酒店） | 17号             |
| 乙18号               | 中国农业银行大厦 南楼 英大国际大厦        |                  | ↑ 西 建 国 门 内 大 街 东 ↓ |                    | 中华全国妇女联合会               | 15号             |
| 邮通路               | 邮通路                                    | 邮通路           | ↑ 西 建 国 门 内 大 街 东 ↓ | 政协路             | 政协路                           | 政协路           |
| 甲18号               | 中国邮政储蓄银行建内大街支行              |                  | ↑ 西 建 国 门 内 大 街 东 ↓ |                    | 中华人民共和国交通运输部         | 11号             |
| 北京站街             | 北京站街                                  | 北京站街         | ↑ 西 建 国 门 内 大 街 东 ↓ | 朝阳门南小街       | 朝阳门南小街                     | 朝阳门南小街     |
| 18号                 | 北京恒基中心                              |                  | ↑ 西 建 国 门 内 大 街 东 ↓ |                    | 北京国际饭店                     | 9号              |
| 8号                  | 中粮广场                                  |                  | ↑ 西 建 国 门 内 大 街 东 ↓ |                    | 光华长安大厦（长安大戏院）       | 7号              |
| 6号                  | 中华人民共和国海关总署                    |                  | ↑ 西 建 国 门 内 大 街 东 ↓ | 贡院西街           | 贡院西街                         | 贡院西街         |
| 6号                  | 中华人民共和国海关总署                    |                  | ↑ 西 建 国 门 内 大 街 东 ↓ | 中国社会科学院     | 5号                              |                  |
| 大羊毛胡同           |                                           |                  | ↑ 西 建 国 门 内 大 街 东 ↓ | 中国社会科学院     | 5号                              |                  |
| 2号                  | 中国海关博物馆                            |                  | ↑ 西 建 国 门 内 大 街 东 ↓ | 中国社会科学院     | 5号                              |                  |
| （东裱褙胡同2号）    | 北京古观象台                              |                  | ↑ 西 建 国 门 内 大 街 东 ↓ | 贡院东街           | 贡院东街                         | 贡院东街         |
| （东裱褙胡同2号）    | 北京古观象台                              | 建国门绿化广场   | ↑ 西 建 国 门 内 大 街 东 ↓ |                    |                                  |                  |
| 建国门南大街         | 建国门南大街                              | 建国门桥         | 建国门桥                    | 建国门桥           | 建国门北大街                     | 建国门北大街     |

## 雕塑
- 《中国风》：位于建国门内大街北侧，光华长安大厦（长安大戏院）广场。1998年12月，由首都城市雕塑艺术委员会、中共北京市委宣传部、全国城市雕塑建设指导委员会共同组织的“新世纪的希望”城市雕塑设计方案竞赛开始向全国征稿，征得稿件750多件，邀请入选的120多件做成立体方案，并于1999年4月2日起在北京国际会议中心举办“新世纪的希望”城市雕塑方案展览，由建筑、规划、园林、雕塑专家及长安街沿线单位讨论。经评审及优选，推荐其中8件作品在长安街设置，1999年9月中旬全部建成，以庆祝中华人民共和国成立五十周年。其中之一是《中国风》，高4米，以京剧脸谱为创作思路，色彩亮丽，造型精炼。由北京市工艺美术学校雕塑家严威设计，北京奕东雕塑制作中心制作[2]。
- 《和风》：位于建国门内大街北侧，建国门桥西北角绿地广场。见建国门桥条目。
- 《寰宇传书》：位于建国门内大街南侧，中国邮政储蓄银行门前（原为北京市邮政局广场）。1997年2月19日，万国邮联雕塑《寰宇传书》在北京市邮政局广场落成。作者侯一民[3]。
- 《中华爵》：位于建国门内大街北侧，北京国际饭店前。1997年12月16日落成揭幕。由中国社会科学院考古研究所仿制设计、中国贵州茅台酒厂（集团）有限公司出资、北京普瑞治服务有限公司建设。雕塑为青铜铸造，总高4.65米。